# Kpass
Kpass est une localité rurale du Disctrict des Lagunes en Côte d'Ivoire. Administrativement rattachée au secteur communal de Dabou, elle se trouve dans la région des Grands-Ponts.